# Tilly the Tomboy Plays Truant
Tilly the Tomboy Plays Truant è un cortometraggio muto del 1910 scritto e diretto da Lewin Fitzhamon.

## Trama
Una ragazza scappa dalla sua governante e butta nel fiume la sua inseguitrice.

## Produzione
Il film fu prodotto dalla Hepworth.

## Distribuzione
Distribuito dalla Hepworth, il film - un cortometraggio di 121,92 metri - uscì nelle sale cinematografiche britanniche nell'agosto 1910.
Si conoscono pochi dati del film che, prodotto dalla Hepworth, fu distrutto nel 1924 dallo stesso produttore, Cecil M. Hepworth. Fallito, in gravissime difficoltà finanziarie, il produttore pensò in questo modo di poter almeno recuperare il nitrato d'argento della pellicola.